# کوه کوندیور
کوه کوندیور (روسی: горы Кондёр) یک توده‌کوه در سرزمین خاباروفسک کشور روسیه است.